# 瓦西里·米哈伊洛夫
瓦西里·米哈伊洛维奇·米哈伊洛夫（俄语：Васи́лий Миха́йлович Миха́йлов，1894年12月7日（19日）—1937年9月26日）是苏联共产党中央委员会书记处成员、全联盟共产党（布尔什维克）中央组织局成员，他还是莫斯科党委书记，莫斯科市工会理事会主席。1937年，被枪杀。1956年，平反恢复党籍。